# Cetopsis orinoco
Cetopsis orinoco es una especie de pez de la familia Cetopsidae en el orden de los Siluriformes.

## Morfología
• Los machos pueden llegar alcanzar los 9,4 cm de longitud total.
Los dientes cónicos en el vómer y dentario, los orificios nasales redondeadas posterior que es claramente separadas de las narinas contralaterales por una distancia mayor que la anchura de la fosas posteriores, la presencia de una mancha humeral oscura, la falta de un patrón de pigmentación oscura en las aletas pectorales y pélvicos excepto para un estrecho margen, claro, de la presencia de pigmentación oscura en la aleta caudal, particularmente en las porciones distales de la aleta, y la posesión de 30 a 35 vértebras caudales, 43 a 46 vértebras total, 23 un total de 30 rayos de la aleta anal, y 19 a 24 radios ramificados de la aleta anal.

## Hábitat
Es un pez de agua dulce y de clima tropical.

## Distribución geográfica
Se encuentran en Sudamérica:  cuenca del río Orinoco en Venezuela.